# Caramella
| Оценки критиков | Оценки критиков |
| Источник        | Оценка          |
| --------------- | --------------- |
| AllMusic        | [ 1 ]           |

Caramella — шестьдесят седьмой студийный альбом итальянской певицы Мины, выпущенный в 2010 году на лейбле PDU.

## Список композиций
| №   | Название                               | Автор(ы)                                       | Длительность |
| --- | -------------------------------------- | ---------------------------------------------- | ------------ |
| 1.  | «You Get Me» (дуэт с Силом)            | Пэм Шейен, Тайтур Лассен                       | 4:53         |
| 2.  | «Io e te»                              | Паоло Бенвеню, Андреа Франки, Джонни Далл’Орто | 4:57         |
| 3.  | «Il povero e il re»                    | Аксель Пани                                    | 4:35         |
| 4.  | «Poche parole» (дуэт с Джорджей)       | Джорджа, Эмануэль Ло                           | 4:08         |
| 5.  | «Amore disperato» (дуэт с Лучо Даллой) | Лучо Далла                                     | 4:28         |
| 6.  | «Così così»                            | Самуэле Керри, Массимо Морикони                | 5:19         |
| 7.  | «Solo se sai rispondere»               | Массимилиано Касаччи                           | 4:00         |
| 8.  | «Come se io fossi lì»                  | Мауро Санторо                                  | 3:47         |
| 9.  | «La clessidra»                         | Давиде Дилео                                   | 4:24         |
| 10. | «Accendi questa luce»                  | Андреа Мингарди, Маурицио Тирелли              | 4:34         |
| 11. | «Amoreunicoamore»                      | Фабрицио Берлинчиони, Сильвио Амато            | 4:03         |
| 12. | «Ma comme faje»                        | Маурицио Моранте                               | 4:18         |
| 13. | «Inutile sperare»                      | Маурицио Моранте, Мауро Кулотта                | 4:31         |
| 14. | «Mi piacerebbe andare al mare»         | Андреа Мингарди, Маурицио Тирелли              | 4:30         |

## Чарты

### Еженедельные чарты
| Чарт (2010)               | Высшая позиция |
| ------------------------- | -------------- |
| Греция (IFPI)             | 6              |
| Италия (Classifica album) | 3              |

### Годовые чарты
| Чарт (2010)   | Позиция |
| ------------- | ------- |
| Италия (FIMI) | 57      |

## Сертификации и продажи
| Регион | Сертификация | Продажи |
| --- | ------------ | ------- |
| Италия (FIMI) | Золотой      | 30 000* |
| * Данные о продажах приведены только на основе сертификации. ^ Данные о тиражах приведены только на основе сертификации. |              |         |